# Ледвилл
Ле́двилл (англ. Leadville [ˈlɛdvɪl] — «Свинцовый город») — город в штате Колорадо, США. Административный центр округа Лейк. Население — 2602 чел. (по переписи 2010 года). Является самым высоко расположенным городом (city) США, находится на высоте 3082 м над уровнем моря. Аэропорт округа Лейк в 3,7 км к юго-западу от города также является самым высотным в Северной Америке.

## История
История Ледвилла восходит к 1859 году, когда здесь было обнаружено месторождение золота. В апреле 1860 года примерно в миле от сегодняшнего Ледвилла было основано поселение Оро-Сити («Город Золота»), к июлю его население достигло 10 тысяч человек. Через несколько лет месторождение, в котором за первый год после его открытия было добыто золота на общую сумму примерно в 2 миллиона долларов, иссякло, и количество жителей Оро-Сити снизилось до нескольких сотен.

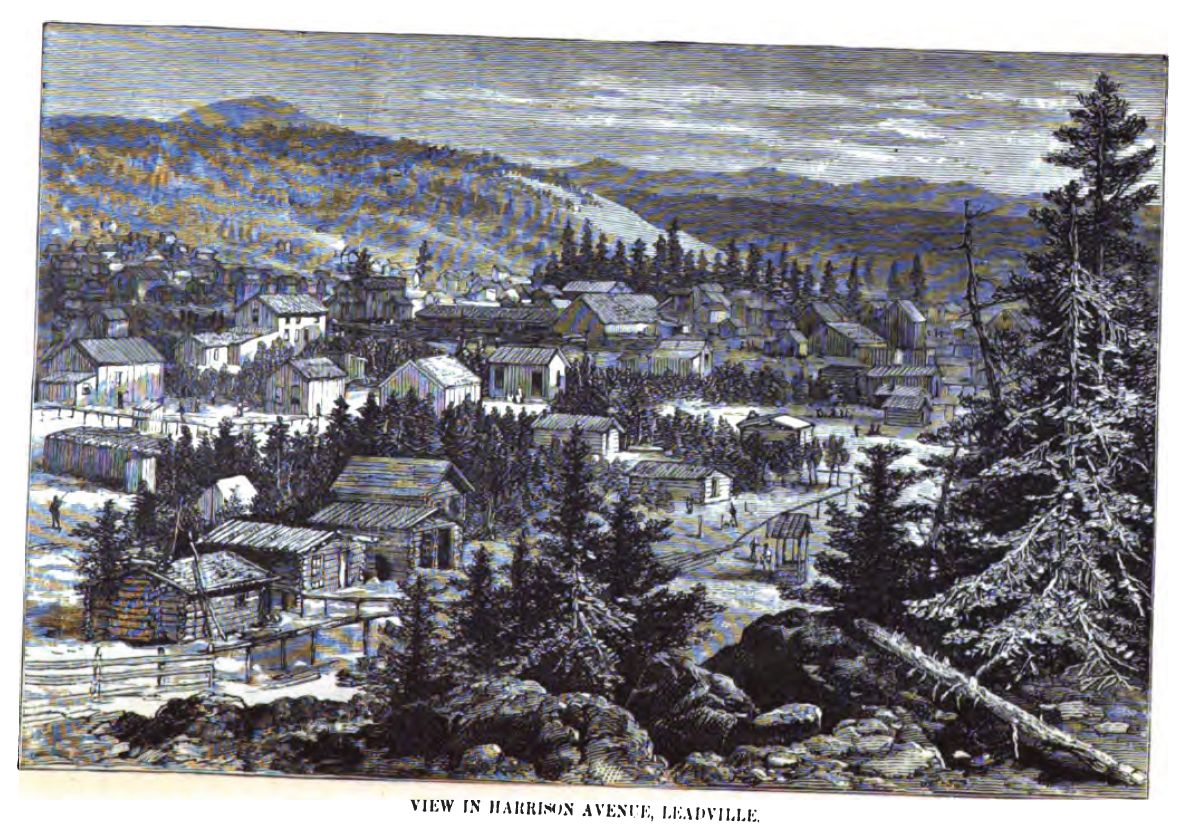
Ледвилл около 1880 года

В 1874 году один из остававшихся золотодобытчиков определил, что тяжёлый песок в этом районе представлен свинцовым минералом церусситом со значительной примесью серебра. К 1876 году здесь было обнаружено несколько месторождений свинца и серебра. В 1877 году владельцы месторождений Хорас Табор (Horace A. W. Tabor, 1830—1899) и Огаст Мейер (August R. Meyer, 1851—1905) основали здесь город Ледвилл. В 1879 году в Ледвилле начался так называемый Колорадский серебряный бум, во время которого было добыто серебра на более 82 миллионов долларов. В 1880 году население Ледвилла насчитывало более 40 тысяч человек, это было одно из крупнейших поселений добытчиков серебра в мире.
В 1878 году Бен Вуд основал в Ледвилле первый театр — Wood's Opera House, в котором ставились полноценные спектакли. Через несколько месяцев Хорас Табор открыл свой, Tabor Opera House. Хорас Табор был первым мэром города.
В 1879 году на пересечении улиц Seventh и Popular была основана католическая Церковь Благовещения.

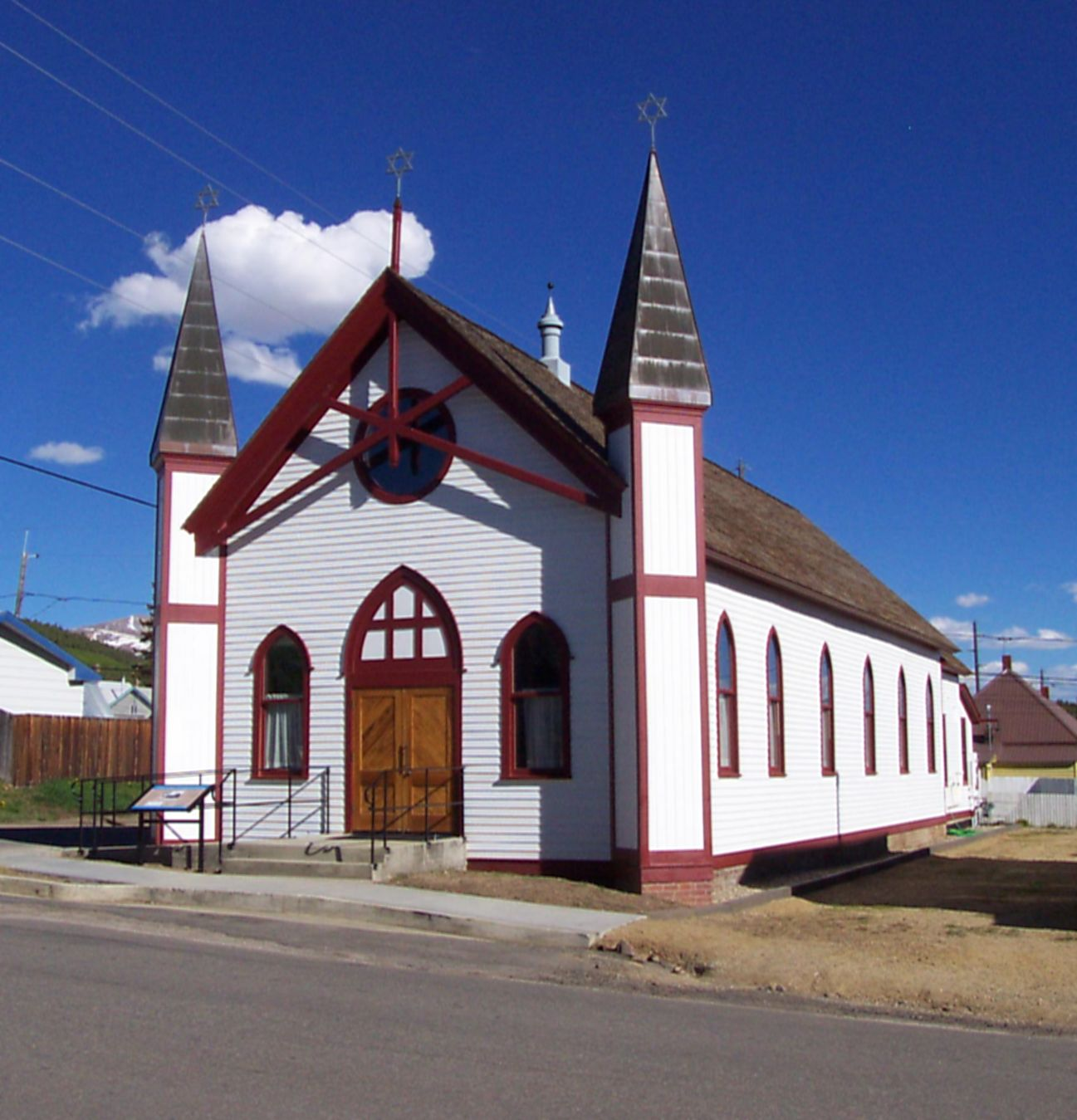
Темпель Израиля в Ледвилле — старейшая синагога к западу от Миссисипи, основана в 1884 году

С 1878 года в Ледвилле входила газета республиканской партии Reville, несколько месяцев спустя начал издаваться демократический еженедельник Eclipse. В 1879 году в Ледвилле был издан выпуск ежедневной газеты Chronicle, ранее выпускавшейся в Денвере. Уже в 1880 году газета вернулась в Денвер.
В 1882 году мэр Дэвид Дуган пригласил известного драматурга Оскара Уайльда, несколько пьес которого ставились в театре Табора, посетить принадлежавшее ему месторождение Мэтчлесс, где назвал одну из залежей The Oscar.
Случившаяся здесь в 1896—1897 забастовка горняков закончилась гибелью не менее пяти рабочих и сожжением одной из шахт. После принятия в 1890 году Закона Шермана о скупке серебра благосостояние Ледвилла ухудшилось, владельцам шахт пришлось полагаться на доход от месторождений свинца и цинка.
В 1943 году в 2 милях от Ледвилла был основан Ледвиллский военный аэропорт, после Второй мировой войны некоторое время выполнявший гражданские функции. В 1949 году он был ликвидирован.

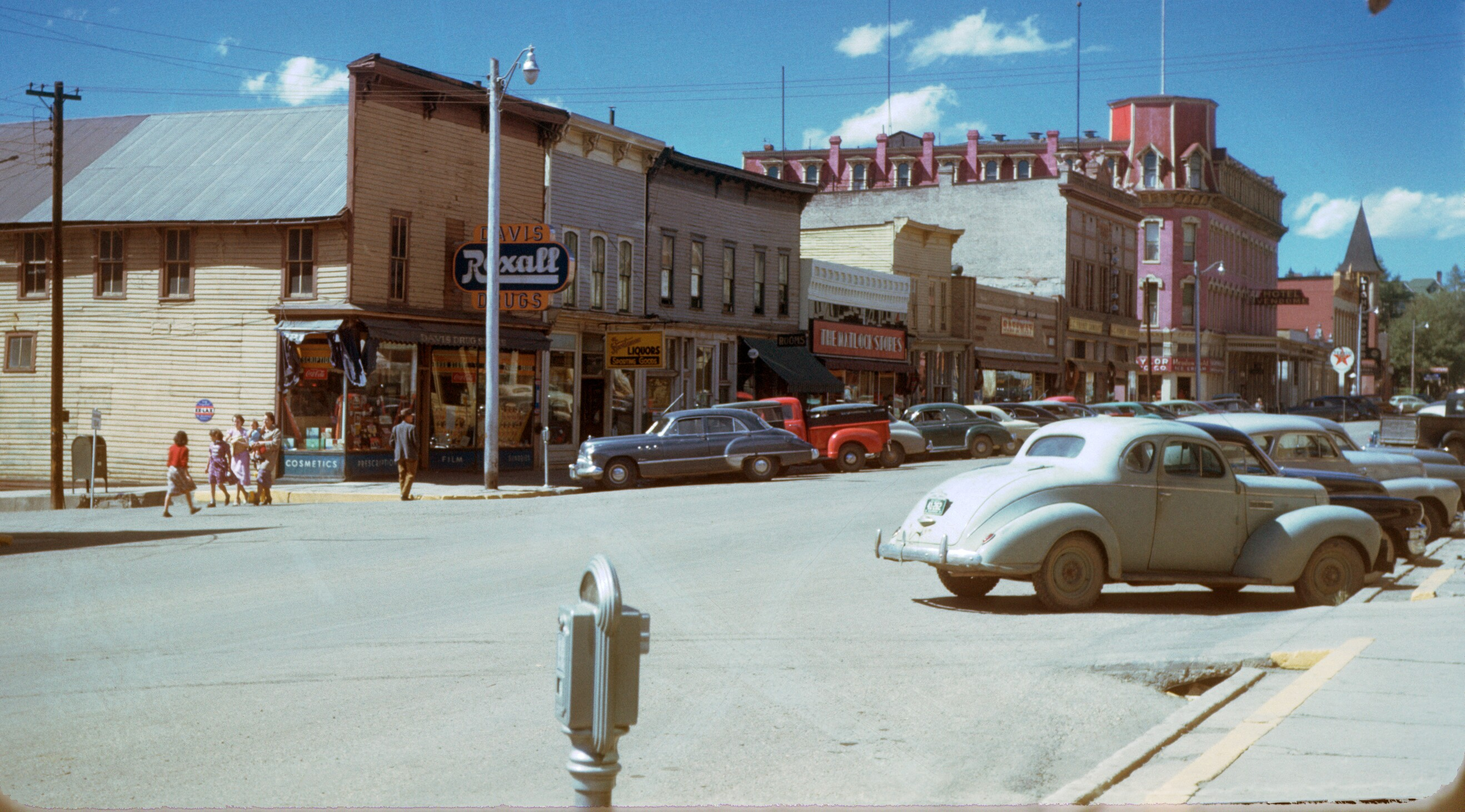
Ледвилл в 1950-х годах

В 1958 году город был награждён премией «All-America City Award» (с англ. — «Всеамериканский город») присуждаемой Национальной гражданской лигой, которую неофициально называют «Нобелевской премией за конструктивное гражданство» и которая выдается за активную гражданскую позицию жителей некорпоративных сообществ Соединённых Штатов в жизни местного самоуправления. 
В 1961 году исторический центр Ледвилла был внесён в перечень Национальных исторических памятников. В 1966 году он был добавлен в Национальный реестр исторических мест.
В 1980-х годах шахта Клаймакс, расположенная неподалёку от Ледвилла, была закрыта, что серьёзно ударило по экономике города. Агентство по охране окружающей среды США признало некоторые шахты Ледвилла экологически вредными.
В 1977 году в Ледвилле был открыт Национальный музей и зал славы горной промышленности. Ежегодно в городе проводятся гонки Ледвилл Трейл 100.

## Транспорт
Ледвилл обслуживается Аэропортом округа Лейк, однако рейсовые полёты в этот аэропорт не проводятся. Ближайшие аэропорты расположен в сотне километров от Ледвилла — Региональный аэропорт округа Игл и Аэропорт Аспена — округа Питкин.
Через город проходит западно-восточная магистраль US 24, соединяющая I-70 в Колорадо с I-75 в Мичигане. SH 91 соединяет Ледвилл с I-70, это — ближайший путь из Ледвилла до Денвера.
Железнодорожная линия Ледвилл—Клаймакс в настоящее время является туристической линией, управляемой Leadville, Colorado & Southern Railroad.

## Демография
Согласно данным переписи населения 2010 года, в Ледвилле проживало 2602 человека. В 2000 году этот показатель составлял 2821 человек.
Расовый состав жителей города в 2010 году распределился следующим образом: представителей белой расы 87,89 %, афроамериканцев 0,19 %, коренных американцев 1,84 %, азиатов 0,69 %, представителей двух и более рас 2,61 %, латиноамериканцев любой расы 28,63 %.